# Пустобаєво
Пустобаєво (рос. Пустобаево) — село у складі Ташлинського району Оренбурзької області, Росія.

## Населення
Населення — 101 особа (2010; 107 у 2002).
Національний склад (станом на 2002 рік):
- казахи — 54 %
- росіяни — 29 %